# Phoneyusa cultridens
Phoneyusa cultridens é uma espécie de aranha pertencente à família Theraphosidae (tarântulas).